# Van Rensselaer Potter
Van Rensselaer Potter II (27 augustus 1911 - 6 september 2001) was een Amerikaanse biochemicus.  Hij was meer dan een halve eeuw hoogleraar oncologie in het McArdle Laboratorium voor Kanker Onderzoek in de Universiteit van Wisconsin-Madison.
In 1970, verzon dr. Potter de term bio-ethiek om een nieuwe filosofie te omschrijven: deze filosofie probeerde biologie, ecologie, medicijn, en menselijke waarden te integreren.  Bio-ethiek is vaak verwant naar milieu-ethiek en staat dus in scherp onderscheiding van biomedische ethiek. Vanwege deze verwarring (en toe-eigening van de term door medicijn), besliste Potter in 1988 om de term globale bio-ethiek te gebruiken.

## Publicaties

### Populair
- Bioethics: Bridge to the Future (Prentice-Hall, 1971)
- Global Bioethics: Building on the Leopold Legacy (Michigan State University Press 1988)